# Aesopus metcalfei
Aesopus metcalfei är en snäckart som beskrevs av William Dean Reese. Aesopus metcalfei ingår i släktet Aesopus och familjen Columbellidae. Inga underarter finns listade i Catalogue of Life.